# Predsjednik vlade
Predsjednik vlade, često i premijer (od fran. premier ministre - prvi ministar, jer je naslov prvi ponio 1624. kardinal Richelieu, engleski prime minister), prvi je čovjek vlade. U parlamentarnim sustavima on je šef izvršne vlasti. U mnogim državama predsjednik vlade nosi različite nazive (savezni kancelar u Njemačkoj i Austriji, predsjednik Ministarskog vijeća (u Italiji, Poljskoj, Libanonu, itd., državni ministar u Švedskoj, Norveškoj, Danskoj, te Monaku, taoiseach u Irskoj, roš haMemšalah u Izraelu itd.), međutim funkcije su im praktički iste.
Prema međunarodnom pravu, predsjednik vlade može sklapati međunarodne ugovore u ime svoje države, bez da mu je za to potrebna dodatna punomoć (to ovlaštenje stječe imenovanjem na tu dužnost).

## Poveznice
- Popis šefova država i vlada